# Prisma Pockets
Prisma Pockets is een boekenreeks van uitgeverij Het Spectrum, gesticht in 1951, van boeken in pocketboekformaat. De serie in haar oorspronkelijke vorm is beëindigd. Op dit moment verschijnen onder de naam Prisma uitsluitend nog woordenboeken en taaluitgaven. De oorspronkelijke reeks Prisma pockets omvat in totaal ruim 3000 titels. 

## Geschiedenis
Uitgeverij Het Spectrum, opgericht in 1935 door P.H. Bogaard en A.H. Bloemsma in Utrecht, begon als progressief-katholieke uitgever en wilde boeken op een goedkope manier verspreiden onder een breed publiek. Vandaar dat men koos voor het pocketboekformaat. Na de Tweede Wereldoorlog groeide de uitgeverij uit tot een groot bedrijf en gaven ze diverse educatieve boeken uit naast de goedkope Nederlandse literatuur en literatuurvertalingen. Inmiddels is de fondsnaam Prisma in handen van een onderdeel van Uitgeverij Unieboek.

## Uitgaven
De eerste pocketuitgave verscheen op 25 oktober 1951. Dit was de eerste van een serie van 34 vertalingen van werken van de Engelse schrijver Charles Dickens. Boeken in die serie waren eerst ongenummerd, pas na het grote succes van de Dickens-uitgaven werden vanaf 1953 nummeringen aan elke pocket toegevoegd. Prisma-detectives werden in latere jaren apart uitgegeven met de letters PD (ze maakten oorpronkelijk deel uit van de algemene Prisma-serie). Ook de volgende reeksen werden apart uitgegeven: Prisma-juniores met de letter J, Kinderpockets met de letter K, Wilde Rozen mer de letter W, Karl May-pockets (50 delen) verschenen met de letters KM, Klipper-pockets kregen de letter F, Prisma-Compendia-pockets hadden de letter C, Marka-boeken de letter M; de Biggles-pockets verschenen met de letter B.
Het jaar 1957 markeerde de komst van de Aula-reeks, die meer wetenschappelijk bedoeld was en als tegenhanger van de Engelse Pelicans werd uitgebracht. 
In 1963 verschenen de eerste Marka's (over management), in 1964 begon de serie Prisma Compendia's (sommige van deze pockets waren ongenummerd) en in 1967 kwamen de Prisma Technica's (met de rugaanduiding PT). 
De Prismaserie bevatte vele literatuurvertalingen, oorspronkelijk Nederlandse boeken en naslagwerken op velerlei gebied.
In 1955 verschenen de Prisma-pocketwoordenboeken, bedoeld voor school- en thuisgebruik. Deze worden tot op de dag van vandaag in steeds gereviseerde herdrukken uitgebracht. In 2001 werden aan het Prismafonds de Kramers' woordenboeken toegevoegd, die sinds 2005 ook onder de naam Prisma verschijnen. Sinds het einde van de vorige eeuw is het fonds sterk uitgebreid met nieuwe reeksen woordenboeken en taalcursussen. Inmiddels is Prisma uitgegroeid tot een vooraanstaande taaluitgeverij en marktleider op het gebied van schoolwoordenboeken en taalcursussen voor zelfstudie.
Bekend van Prisma Pockets is het kleine, omhoog wijzende 'prisma'-symbooltje (▲), dat bij veel pockets op de rug is afgebeeld. De nummering van de meeste boeken is eveneens op de rug te vinden.